# Fort GW VII „Prałkowce”
Fort GW VII „Prałkowce” – jednowałowy fort artyleryjski Twierdzy Przemyśl, o konstrukcji betonowo-murowano-ziemnej, znajdujący się obok miejscowości Prałkowce.
Zbudowany w latach 1881–1887, rozbudowany w 1914. Został wysadzony w powietrze w 1915, po II oblężeniu Twierdzy Przemyśl. Został częściowo rozebrany w latach 1920–1930. 

## Literatura
- „Zabytki architektury i budownictwa w Polsce. Nr 33. Województwo przemyskie”. Warszawa 1998, ISBN 83-86334-57-6
- Link z opisem fortu: http://www.twierdzaprzemysl.org/index.php?menu=art&akction=fort-VII-pralkowce-twierdza-przemysl